# Comunità di Iona
La Comunità di Iona, fondata nel 1938 dal Reverendo George MacLeod, è una comunità cristiana ecumenica di uomini e donne, di differenti stili di vita e tradizioni nell'ambito delle chiese cristiane, impegnati a ricercare un nuovo modo di vivere il vangelo di Gesù Cristo nel mondo di oggi.

## Sede e centri di attività
Essa ha la sua sede centrale a Glasgow, in Scozia, ma svolge la sua principale attività nell'isola di Iona con una minore estensione anche nell'isola di Mull, nelle isole Ebridi Interne.

## Le origini
La comunità ebbe inizio come un progetto guidato da George MacLeod, che a quel tempo era ministro della Chiesa Presbiteriana Scozzese nel distretto di Govan, situato nella parte sudoccidentale della città di Glasgow, sulla riva meridionale del fiume Clyde. L'idea di MacLeod era di tentare di ridurre il divario che egli percepiva tra la chiesa intesa come organizzazione gerarchica e le persone, in particolare i lavoratori. Con un gruppo di ministri e di laici (la comunità alle origini era composta solo di uomini) egli venne a Iona con l'intenzione di ricostruire insieme l'Abbazia medievale ormai in rovina e di trovare un motivo comune di vita nel lavoro e nella spiritualità. La comunità che ebbe origine da questo gruppo fu inizialmente posta sotto la supervisione del Consiglio della Comunità di Iona che faceva capo all'Assemblea Generale della Chiesa di Scozia, ma in seguito i legami formali con la chiesa scozzese furono persi per consentire alla comunità maggiori opportunità di coinvolgimento nell'ecumenismo.

## Struttura della comunità
La Comunità di Iona è in realtà un gruppo di persone sparpagliato per ogni dove. I suoi membri vivono principalmente in Scozia, Inghilterra e Galles, altri vivono in Australia, Germania, Malaysia e negli Stati Uniti d'America.
Ci sono attualmente 260 membri a pieno titolo, 1600 persone associate e 1600 "amici della Comunità". Tra essi vi sono Presbiteriani, Anglicani, Luterani, Quaccheri, Cattolici e persone senza alcuna confessione religiosa. La comunità è fortemente impegnata nell'ecumenismo e nella ricerca della pace e della giustizia.
Il capo della comunità viene eletto dai membri. Tra i capi recenti vi sono stati Ron Ferguson (il biografo di George MacLeod), Norman Shanks e Kathy Galloway.

## Accoglienza e approfondimento

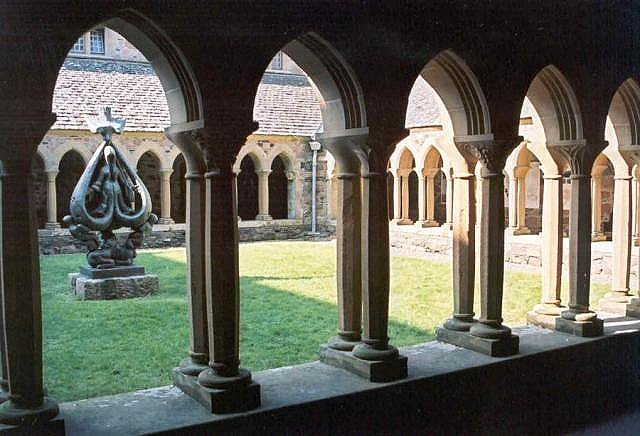
Il chiostro dell'Abbazia di Iona

La Comunità di Iona gestisce tre centri residenziali: l'Abbazia di Iona ed il Centro MacLeod sull'isola di Iona, e Camas Tuath sull'isola di Mull. Si tratta di luoghi di accoglienza e di approfondimento che offrono un'opportunità unica di vivere insieme in comunità con persone di ogni formazione ed esperienza provenienti da ogni parte del mondo. Spesso vi sono dei programmi settimanali di studio e di meditazione attinenti ai temi principali vissuti nella Comunità e le persone sono invitate a parteciparvi condividendo la loro vita con i componenti della comunità medesima.

## Pellegrinaggi
Una caratteristica tipica di una visita a Iona è un pellegrinaggio per tutta l'isola che include varie meditazioni e riflessioni; per esempio, quando i pellegrini raggiungono la cava di marmo in disuso sul machair, lo spazio aperto comune dove un tempo i contadini portavano a pascolare le pecore, essi si fermano a riflettere sul senso del lavoro e della lealtà nello svolgere il proprio compito.

## Liturgia e preghiera
La comunità possiede una propria liturgia ecumenica, che viene utilizzata giornalmente nell'Abbazia e ovunque. Una preghiera sperimentale è sviluppata dal "Gruppo di Studio dell'Oca Selvatica" ("Wild Goose Resource Group"), che prende il suo nome da uno degli antichi simboli celtici per indicare lo Spirito Santo ed ha la funzione di mettere in grado e di preparare le adunanze dei fedeli e i ministri del culto nel dare forma a nuove modalità intense e partecipate di preghiera. Il gruppo è composto attualmente da due "progettisti", John L. Bell e Graham Maule, sostenuti da una piccola squadra amministrativa guidata da Gail Ullrich.
Il gruppo che si occupa delle pubblicazioni per la comunità, le "Edizioni dell'Oca Selvatica" ("Wild Goose Publications"), produce libri che trattano argomenti di giustizia sociale, politica, questioni sulla pace, spiritualità olistica, salute, e approcci innovativi alla preghiera, comprendendo la musica (libri, audio cassette e CD), brevi pezzi teatrali e materiale per la riflessione personale e la discussione di gruppo.

## Libri sulla Comunità di Iona
- Ron Ferguson, George MacLeod: Founder of the Iona Community — A Biography Wild Goose Publications, 1990. (in inglese)
- Ron Ferguson, Chasing the Wild Goose: The Story of the Iona Community Wild Goose Publications, nuova edizione aggiornata 1998 (in inglese)